# 서울관악초등학교
《서울관악초등학교》 (영어 : Seoul Gwanak Elementary School)는 대한민국 서울특별시 관악구 청룡동에 위치한 공립 초등학교이다.

## 연혁
- 1971년 12월 4일 : 서울관악국민학교 개교
- 1996년 3월 1일 : 서울관악초등학교로 개칭
- 2000년 3월 1일 : 병설유치원 개원
- 2005년 5월 24일 : 일본 아이치현 도요타 시립 가노소학교와 자매결연
- 2009년 9월 1일 : 제14대 박상묵 교장 취임
- 2012년 1월 26일 : 일본 가노소학교 방문
- 2013년 9월 1일 : 제15대 박향숙 교장 취임
- 2014년 9월 1일 : 제16대 조순이 교장 취임
- 2015년 9월 1일 : 제17대 이경희 교장 취임
- 2015년 12월 1일 : 복합화시설 협약식, 화장실 개선공사, 교실 내벽 도장 공사
- 2016년 3월 1일 : 꾸미고 꿈꾸는 화장실 개관
- 2016년 6월 1일 : 국제교류 가노소학교 내교
- 2017년 2월 2일 : 제45회 졸업식(98명)(총 24080명)
- 2017년 3월 1일 : 서울형 혁신학교 운영
- 2019년 9월 1일 : 제18대 김영숙 교장 취임
- 2023년 9월 1일 : 제19대 손애리 교장 취임

## 학교 상징
- 교목(校木) - 느티나무
- 교화(敎化) - 장미

## 참고 자료
- 서울관악초등학교 - 한국교육학술정보원 학교알리미